# أندرو سولومون
أندرو سولومون (بالإنجليزية: Andrew Solomon)‏‏ (30 أكتوبر 1963 في مانهاتن - ) صحفي، ومؤلف، وروائي، وكاتب من الولايات المتحدة.

## الجوائز
- جائزة لامدا الأدبية
- جائزة الكتاب الوطني  [لغات أخرى]‏
- جائزة الكتاب الوطني للأعمال الواقعية [الإنجليزية]‏
- جائزة أنسفيلد - وولف  [لغات أخرى]‏